# Louis Grech
Louis Grech (ur. 22 marca 1947 w Ħamrunie) – maltański polityk i przedsiębiorca, od 2004 do 2013 poseł do Parlamentu Europejskiego, od 2013 do 2017 wicepremier i minister.

## Życiorys
Uzyskał licencjat w zakresie ekonomii na Uniwersytecie Maltańskim. Studia magisterskie w ramach stypendium Rhodes ukończył na Uniwersytecie Oksfordzkim. Zawodowo związany z bankowością, ubezpieczeniami, branżą lotniczą i turystyczną. Był dyrektorem Banku Valletta i Centralnego Banku Maltańskiego. Zajmował kierownicze stanowiska w licznych spółkach prawa handlowego i przedsiębiorstwach, m.in. jako prezes Air Malta PLC, Lufthansa Technik Malta i wielu innych.
W 2004 uzyskał mandat deputowanego do Parlamentu Europejskiego VI kadencji z listy Partii Pracy. W wyborach w 2009 skutecznie ubiegał się o reelekcję. W VII kadencji został członkiem grupy Postępowego Sojuszu Socjalistów i Demokratów, a także Komisji Rynku Wewnętrznego i Ochrony Konsumentów.
W wyborach w 2013 uzyskał mandat posła do Izby Reprezentantów, w konsekwencji odchodząc z PE. 13 marca 2013 objął urząd wicepremiera i ministra ds. europejskich w gabinecie Josepha Muscata. W czerwcu 2017 nie wystartował w kolejnych wyborach, kończąc urzędowanie na stanowiskach rządowych.